# 9664 Brueghel
9664 Brueghel è un asteroide della fascia principale. Scoperto nel 1996, presenta un'orbita caratterizzata da un semiasse maggiore pari a 3,2007696 UA e da un'eccentricità di 0,1075959, inclinata di 2,32499° rispetto all'eclittica.